# Tiro esportivo nos Jogos Pan-Americanos de 2023 - Fossa olímpica feminino
A competição da fossa olímpica feminino do tiro esportivo nos Jogos Pan-Americanos de 2023 foi disputada em 25 e 26 de outubro de 2023 no Polígono de Tiro, em Pudahuel. Um total de 17 atiradoras de 10 Comitês Olímpicos Nacionais (CON) participaram do evento.

## Calendário
Horário local (UTC−3).
| Data          | Hora  | Fase                   |
| ------------- | ----- | ---------------------- |
| 25 de outubro | 9:30  | Qualificatória – Dia 1 |
| 26 de outubro | 9:30  | Qualificatória – Dia 2 |
| 26 de outubro | 15:00 | Final                  |

## Medalhistas
| Ouro   | EAI Adriana Ruano |
| Prata  | EAI Waleska Soto  |
| Bronze | USA Rachel Tozier |

## Resultados

### Qualificatória
As seis primeiras atiradoras se classificam para a final.
| Pos. | Atiradora             | CON                                 | Dia 1 | Dia 1 | Dia 1 | Dia 2 | Dia 2 | Total | S-off | Notas |
| Pos. | Atiradora             | CON                                 | 1     | 2     | 3     | 1     | 2     | Total | S-off | Notas |
| ---- | --------------------- | ----------------------------------- | ----- | ----- | ----- | ----- | ----- | ----- | ----- | ----- |
| 1    | Rachel Tozier         | USA Estados Unidos                  | 23    | 24    | 23    | 22    | 23    | 115   | +1    | Q     |
| 2    | Waleska Soto          | EAI Equipe de Atletas Independentes | 24    | 23    | 24    | 21    | 23    | 115   | +0    | Q     |
| 3    | Augusta Campos-Martyn | PUR Porto Rico                      | 23    | 23    | 24    | 20    | 22    | 112   |       | Q     |
| 4    | Adriana Ruano         | EAI Equipe de Atletas Independentes | 25    | 23    | 22    | 20    | 21    | 111   |       | Q     |
| 5    | Alicia Gough          | USA Estados Unidos                  | 21    | 22    | 23    | 24    | 20    | 110   |       | Q     |
| 6    | Madelene Scola        | CAN Canadá                          | 22    | 23    | 20    | 20    | 22    | 107   | +1    | Q     |
| 7    | Alejandra Ramírez     | MEX México                          | 18    | 24    | 23    | 20    | 22    | 107   | +0    |       |
| 8    | Camilla Cosmoski      | BRA Brasil                          | 21    | 21    | 23    | 19    | 20    | 104   |       |       |
| 9    | Pamela Salmán         | CHI Chile                           | 24    | 21    | 22    | 18    | 19    | 104   |       |       |
| 10   | Valentina Porcella    | PER Peru                            | 24    | 19    | 19    | 24    | 18    | 104   |       |       |
| 11   | Ana Bermúdez          | PUR Porto Rico                      | 19    | 21    | 21    | 22    | 20    | 103   |       |       |
| 12   | Alessia De Barbieri   | CHI Chile                           | 20    | 19    | 22    | 21    | 20    | 102   |       |       |
| 13   | Victoria Antopia      | MEX México                          | 17    | 20    | 23    | 15    | 19    | 94    |       |       |
| 14   | Daiana Camaz          | BRA Brasil                          | 17    | 19    | 14    | 17    | 20    | 87    |       |       |
| 15   | Lindsay Boddez        | CAN Canadá                          | 16    | 17    | 15    | 20    | 17    | 85    |       |       |
| 16   | Helena Farres         | PAR Paraguai                        | 16    | 18    | 16    | 17    | 16    | 83    |       |       |
| 17   | Madeleine Velasco     | BOL Bolívia                         | 19    | 19    | 14    | 13    | 13    | 78    |       |       |

### Final
| Pos.              | Atiradora                 | Séries | Séries | Séries | Séries | Séries | Séries | Notas |
| Pos.              | Atiradora                 | 1      | 2      | 3      | 4      | 5      | 6      | Notas |
| ----------------- | ------------------------- | ------ | ------ | ------ | ------ | ------ | ------ | ----- |
| Medalha de ouro   | EAI Adriana Ruano         | 21     | 23     | 25     | 29     | 33     | 38     |       |
| Medalha de prata  | EAI Waleska Soto          | 18     | 21     | 26     | 30     | 32     | 36     |       |
| Medalha de bronze | USA Rachel Tozier         | 16     | 20     | 24     | 28     | —      | —      |       |
| 4                 | USA Alicia Gough          | 19     | 22     | 23     | —      | —      | —      |       |
| 5                 | PUR Augusta Campos-Martyn | 15     | 18     | —      | —      | —      | —      |       |
| 6                 | CAN Madelene Scola        | 11     | —      | —      | —      | —      | —      |       |